# سوتپه (گرگر)
سوتپه (به ترکی استانبولی: Sutepe) (به کردی: Xizorî) یک منطقهٔ مسکونی کردنشین در ترکیه است که در گرگر، آدیامان واقع شده‌است.